# Хлібоприйомний Пункт
Хлібоприйомний Пункт (рос. Хлебоприёмный Пункт) — селище у Большереченському районі Омської області Російської Федерації.
Муніципальне утворення — Такмицьке сільське поселення. Населення становить 8 осіб.

## Історія
Згідно із законом від 30 липня 2004 року, входить до складу муніципального утворення Такмицьке сільське поселення.

## Населення
| 2002 | 2010 |
| ---- | ---- |
| 20   | ↘8   |